# Teories sobre la construcció de les piràmides
Hi ha hagut moltes hipòtesis sobre les tècniques de construcció de les piràmides egípcies. Aquestes tècniques semblen haver-se desenvolupat amb el temps. Les piràmides més joves no van ser construïdes de la mateixa manera que les més antigues. La majoria de les hipòtesis es basen en la idea que enormes pedres van ser tallades amb cisells de coure de les pedreres, i aquests blocs van ser arrossegats i aixecats al seu lloc. Els desacords es refereixen principalment als mètodes utilitzats per moure i posar les pedres. També hi ha una altra hipòtesi que es van construir fora del geopolímer de ciment, també conegut com a pedra ornamental.
A més de les moltes discussions sense resoldre sobre les tècniques de construcció, hi ha hagut desacords pel que fa al tipus de mà d'obra utilitzada. Els grecs, molts anys després dels fets, creien que les piràmides havien d'haver estat construïdes per mà d'obra esclava. Els arqueòlegs creuen ara que la Gran Piràmide de Guiza (almenys) va ser construïda per desenes de milers de treballadors qualificats que van acampar a prop de les piràmides i treballaven per un sou o com una forma de pagament d'impostos fins que la construcció va ser completada. Fonamenten aquesta tesi a partir dels cementiris dels treballadors descoberts el 1990 pels arqueòlegs Zahi Hawass i Mark Lehner. Per a la Piràmide de l'Imperi Mitjà d'Amenemhet II, hi ha proves de l'anal de pedra del rei que van utilitzar els estrangers procedents de Palestina.

## Consideracions històriques

### Tercera a cinquena dinasties
Durant el primer període, les piràmides van ser construïdes tot de pedra. La pedra calcària de les pedreres locals era el material d'elecció per al cos principal, mentre que una pedra calcària de millora qualitat extreta a Tura (prop de l'actual El Caire) va servir per fer la carcassa exterior. El granit, extret prop d'Assuan, es va utilitzar per a construir alguns elements arquitectònics, com el rastell (una mena de porta) i els sostres i les parets de la cambra funerària. De tant en tant, el granit es va utilitzar en la carcassa exterior, com per exemple en la Piràmide de Micerí. En les primeres piràmides, les capes de pedra (anomenades cursos) que formen el cos es van posar inclinades cap a l'interior. No obstant això, es considera que aquesta configuració era menys estable que simplement apilar les pedres horitzontalment una damunt de l'altra. La Piràmide encorbada a Dahshur sembla indicar que es va acceptar una nova tècnica en la transició entre aquestes dues tècniques de construcció. La part inferior està construïda amb cursos inclinats, mentre que en la part superior les pedres es col·loquen horitzontalment.

### Imperi Mitjà en endavant
Durant el Regne Mitjà, les tècniques de construcció canviaren de nou. La majoria de les piràmides construïdes llavors eren poc més que muntanyes de maons de fang encaixats en una capa de pedra calcària polida. En diversos casos, les piràmides posteriors van ser construïdes al cim de turons naturals per reduir encara més el volum de material de construcció a aportar. Els materials i mètodes de construcció utilitzats en les primeres piràmides n'han assegurat la supervivència, generalment, en un molt millor estat de conservació que per als monuments dels faraons posteriors.

## Hipòtesis dels mètodes de construcció

### Construcció de les piràmides amb pedres provinents de pedreres

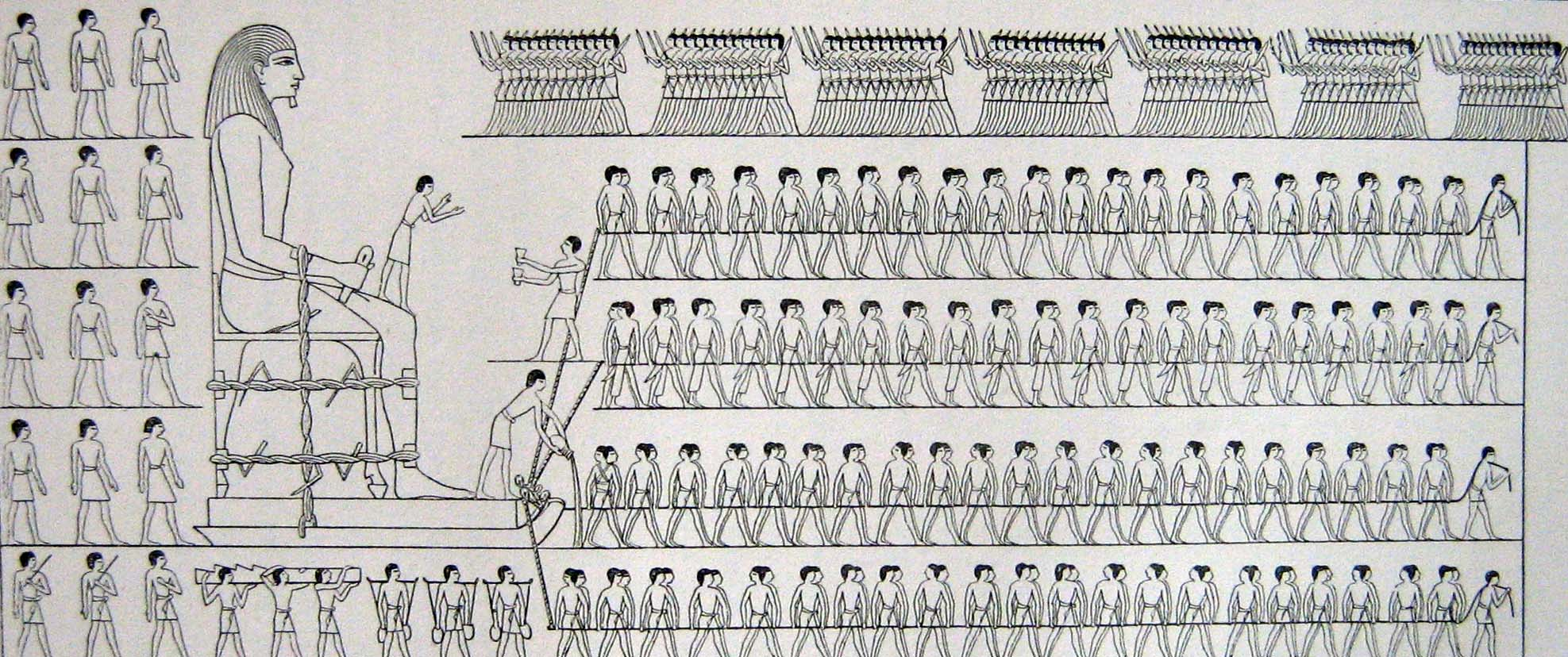
Transport d'un colós de Djehutihotep. Baix relleu. el-Bersheh. Dibuix de sir John Gardner Wilkinson.

Un dels principals problemes a què hagueren de fer front els constructors de les piràmides primerenques va ser la necessitat de moure grans quantitats de roca. La tomba de Djehutihotep, un nomarca de la dinastia XII, té una il·lustració de 172 homes que tiren d'una estàtua d'alabastre d'ell en un trineu. S'estima que l'estàtua pesa 60 tones i Denys Stocks estima que haurien calgut 45 treballadors per començar a moure un bloc de 16.300 kg. adequadament col·locat sobre elements lliscants, o vuit treballadors per moure un bloc de 2.750 kg. El Dr R H G Parry ha proposat un mètode per fer rodar les pedres, on s'utilitzaria una màquina de tipus bressol que havia estat excavada en alguns dels nous temples del regne. Quatre d'aquests objectes poden ser instal·lats al voltant d'un bloc per la qual cosa aquest podria fer-se rodar fàcilment. Els experiments realitzats pel Obayashi Corporation, amb blocs de formigó de 0,8 m quadrats per 1,6 m de llarg i un pes de 2,5 tones, van mostrar com 18 homes podien arrossegar el bloc sobre un rampa inclinada d'1-a-4, a una velocitat de 18 metres per minut. Vitruvi a De architectura descrigué un mètode similar per moure pesos irregulars. Encara no se sap si els egipcis utilitzaven aquest mètode, però els experiments indiquen que podrien haver treballat amb pedres d'aquesta mida. Els egiptòlegs generalment accepten aquesta teoria per als blocs més utilitzats de 2,5 tones, però no estan d'acord sobre els mètodes utilitzats per als blocs de + de 15 tones i diversos blocs de 70 i 80 tones.

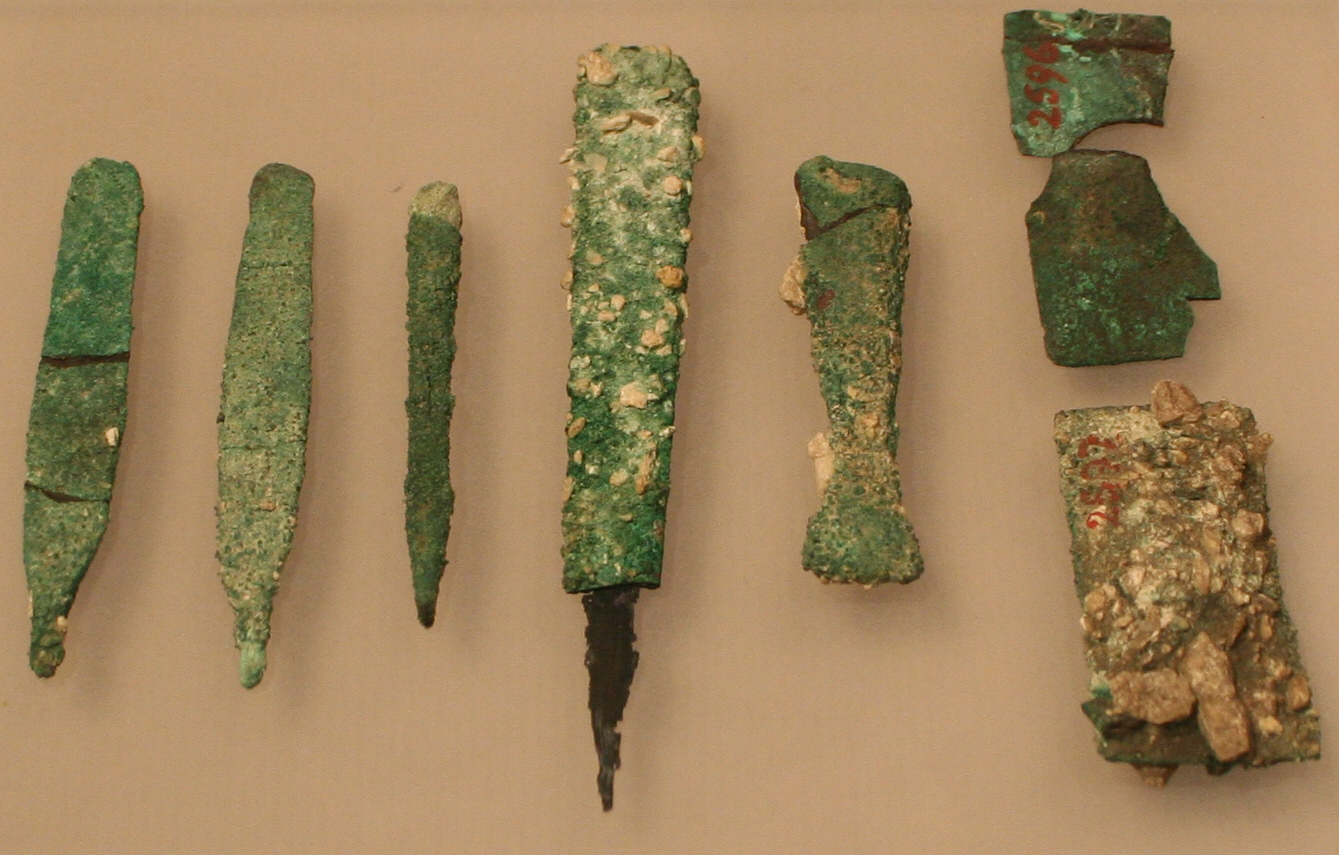
Cisells de coure. Guiza. Ägyptisches Museum Leipzig.

Com que les pedres que formen el nucli de les piràmides es van tallar de forma irregular, sobretot en les Grans Piràmides, el material utilitzat per omplir els buits era un altre problema. Calen enormes quantitats de guix i material d'enderroc. El farciment gairebé no té propietats d'unió, però era necessari per estabilitzar la construcció. Per fer el morter de guix, aquest s'havia de dessecar per escalfament, la qual cosa requereix grans quantitats de fusta. Segons els egiptòlegs, els resultats tant del 1984 com de 1995 dels Projectes de radiocarboni de piràmides de David H. Koch poden suggerir que Egipte hagué d'arrasar els seus boscos i aprofitar cada tros de fusta que hi havia per tal de construir les piràmides de Guiza i altres piràmides fins i tot anteriors a les de la quarta dinastia. La datació de les mostres de carboni dels blocs centrals i altres materials revelaren per a l'estudi de 1984 una mitjana de 374 anys abans del que actualment s'accepta i per al de 1995 una mitjana de 100 a 200 anys. Segons es va suggerir pels membres de l'equip, "Vam pensar que era poc probable que els constructors de les piràmides utilitzessin constantment fusta centenària com a combustible en la preparació de morter. Els resultats de 1984 ens va deixar amb molt poques dades per concloure que la cronologia històrica de l'Antic Regne era incorrecte per gairebé 400 anys, però considerem això com a mínim una possibilitat". Per explicar aquesta discrepància, els egiptòlegs proposen la teoria de la "fusta vella" i afirmen que les dates anteriors es derivaven possiblement del reciclatge de grans quantitats de fusta vella centenària i altres materials anteriors.
Hi ha bona informació sobre la ubicació de les pedreres, algunes de les eines utilitzades per tallar la pedra a les pedreres, el transport de la pedra del monument, l'anivellament de la base, i l'anivellament dels nivells subsegüents de la superestructura en desenvolupament. Els obrers van utilitzar probablement cisells de coure, trepants i serres per tallar la pedra més suau, així com la major part de la pedra calcària. Les pedres més dures, com el granit, granodiorita, sienita, i el basalt, no es poden tallar només amb eines de coure; va caldre treballar-les amb mètodes que requereixen més temps, com colpejar-les amb dolerita, trepar i serrar amb l'ajuda d'un abrasiu, com ara sorra de quars. Els blocs van ser transportats en trineu, que probablement lliscava sobre aigua. L'anivellació dels fonaments es pot haver dut a terme mitjançant l'ús de solcs plens d'aigua com es suggereix per Mark Lehner i I.E.S. Edwards o mitjançant l'ús d'un archipendulum i topògrafs experimentats.
Corey Shaffer, expert en ciències del sòl, suggereix que les piràmides podrien haver estat fàcilment construïdes amb dispositius que podrien haver estat inventats pels egipcis amb l'ajut de grans moviments de terres. Suggereix que es podria haver construït un mur de terra i fusta al voltant del lloc de construcció. Això es podria omplir d'aigua a través d'un cargol d'Arquimedes, que es podria haver inventat fàcilment en aquell moment. Una resclosa, com en un canal.podia obrir-se a la resclosa un cop el nivell de l'aigua hagués arribat a l'equilibri amb el lloc de construcció. Els vaixells podrien viatjar pels canals construïts directament des del riu Nil fins a la resclosa, viatjar fins a la resclosa mentre es bombeja aigua i després deixar caure el seu bloc directament en posició. El lloc de construcció es podria drenar a voluntat per permetre als treballadors col·locar amb precisió el bloc quan sigui necessari. També hi podria haver hagut pilars col·locats a la guia del bloc en caure per l'aigua en posició. Tot això es podia fer amb terra, fusta, corda i mà d'obra, tots ells fàcilment disponibles per als antics egipcis. La infraestructura podria haver estat desmantellada després del seu ús.
D'aquesta manera els blocs podrien haver estat carregats en vaixells de la pedrera i no tocar mai terra ni mà humana fins a la posició final. Això no requeriria rampes llargues, maquinària pesada.(excepte un cargol d'Arquimedes), ni requeriria molt de temps per muntar-lo o construir-lo. Les piràmides es podrien haver construït fàcilment en un temps relativament curt amb sorprenentment pocs treballadors. Els egipcis tenien la tecnologia i saben produir aquests mètodes de construcció.
Shaffer postula a més que les serres de ferro podrien haver estat construïdes per talar les pedres, el ferro es consideraria tecnologia sagrada o secreta i es destruiria després del seu ús per por d'entrar en mans enemigues. El mètode de sembra de pedra no té un paper en la resta de la teoria.

### Els escrits d'HeròdotiDiodor de Sicília
Les incògnites de la construcció de la piràmide se centren principalment en la qüestió de com es mouen els blocs de la superestructura. No es coneix cap prova històrica o arqueològica necessita que resolgui definitivament la qüestió. Per tant, la major discussió sobre els mètodes de construcció implica possibilitats funcionals que són recolzades per una evidència històrica i arqueològica limitada.
Els relats històrics per a la construcció de les piràmides egípcies fan poca cosa per apuntar definitivament als mètodes per aixecar els blocs; tanmateix, la majoria d'egiptòlegs es refereixen a aquests relats quan es parla d'aquesta part de la construcció de la piràmide. Tales de Milet, segons Jeroni d'Estridó visità les piràmides d'Egipte durant el segle setè abans de Crist i mitjançant l'ús de triangles semblants, triangles rectangles, i l'ombra de les piràmides, mesurà la seva alçada i, per tant, el seu volum. Els primers relats històrics de la construcció d'aquests monuments van arribar segles després de l'època de la construcció de la piràmide, per part d'Heròdot al segle cinquè abans de Crist i Diodor de Sicília en el segle primer abans de Crist. El relat d'Heròdot afirma:
| « | Aquesta piràmide es va edificar de mode i manera que en ella quedessin unes graderies, que alguns anomenen escales i altres en diuen altars. Quan aquesta, en la seva primera forma, es va completar, els treballadors utilitzaren curts troncs de fusta com a palanques per aixecar la resta de les pedres; es van alçar els blocs del terra al primer nivell de graons; quan la pedra ja s'havia alçat, se situava en una altra palanca que es trobava en el primer nivell, i la palanca s'utilitzava de nou per aixecar-la d'aquest nivell al següent. És possible que hi hagués una nova palanca en cada nivell de les graderies, o potser només hi havia una palanca, molt portàtil, que portaven a cada nivell, al seu torn; deixo això com a incert, ja que es van esmentar dues possibilitats. Però una cosa sí és certa: la part superior de la piràmide es va començar a polir primer, després la següent sota d'ella, i finalment la base i la part més baixa. | » |

Diodor de Sicília afirma en els seus escrits:
| « | I es va dir que la pedra va ser transportada a gran distància des d'Aràbia, i que els blocs van ser alçats per mitjà de rampes de terra, ja que les màquines d'elevació encara no s'havien inventat en aquells dies, i el més sorprenent és que, encara que aquestes grans estructures van ser erigides en una zona envoltada de sorra, no queda rastre de qualsevol de les rampes o del guarniment de les pedres, i per això no sembla el resultat de la pacient tasca dels homes, sinó més aviat com si tot el conjunt s'hagués dipositat sobre la sorra circumdant per algun déu. Ara els egipcis intenten fer una meravella d'aquestes coses, amb l'argument que les rampes eren de sal i natró i que, quan el riu es va tornar contra ells, va fer fonedís tot el que hi havia i va esborrar tots els seus rastres sense l'ús de mà d'obra. Però, en veritat, sens dubte això no es va fer d'aquesta manera! Per contra, la mateixa multitud d'obrers que van aixecar els monticles van tornar tota la massa de nou al seu lloc original, perquè ells diuen que 360.000 homes van ser emprats constantment en la consecució d'aquesta obra, i tanmateix tota la construcció va ser acabada amb prou feines al cap vint anys. | » |

La descripció de Diodor de Sicília sobre l'enviament de la pedra d'Aràbia és correcta, ja que el terme "Aràbia" en aquells dies incloïa la terra entre el Nil i el Mar Roig. on els blocs de pedra calcària havien estat transportats des de les pedreres a través del riu Nil. Se sap del cert que tant els escrits d'Heròdot com els de Diodor de Sicília contenen errors manifestos de fet i de Diodor de Sicília és acusat habitualment de manllevar coses d'Heròdot. Descripció d'Heròdot "del treball esclau és un dels mites més persistents de la construcció. Els relats d'Heròdot són coneguts per ser poc fiables. És impossible de concloure sobre la tècnica de construcció a partir d'aquests documents històrics. No obstant això, aquests documents donen crèdit tant al mètode de la palanca com al de rampa.

### Diversos tipus de rampes

Exemples de rampes davanteres.

D'esquerra a dreta: rampa en ziga-zaga (Uvo Hölscher), rampa de la utilització de la part incompleta de la superestructura (Dieter Arnold), i una rampa en espiral recolzada en la superestructura (Mark Lehner)

La majoria dels egiptòlegs reconeixen que les rampes són el més sostenible dels mètodes per elevar els blocs; reconeixen, però, que és un mètode incomplet que ha de ser complementat amb un altre dispositiu. Les proves arqueològiques per a l'ús de les rampes s'han trobat a la Gran Piràmide de Guiza i altres piràmides. El mètode més acceptat per a les rampes d'ajut és fer palanca (Lehner 1997: 222). El registre arqueològic només aporta proves de petites rampes i calçades inclinades, i això no és una cosa que pogués haver estat utilitzada per construir fins i tot una majoria del monument. Per afegir alguen element més a la incertesa, hi ha considerables proves que demostren que es van utilitzar mètodes de construcció no estandarditzats o ad hoc en la construcció de la piràmide.
Per tant, hi ha moltes rampes proposades i hi ha una considerable quantitat de discrepància pel que fa a quina mena de rampa es va fer servir per construir les piràmides. Un dels mètodes de rampa àmpliament desacreditats és la gran rampa recta, i es desacredita sistemàticament per motius funcionals de la seva enorme grandària, la manca d'evidència arqueològica, enormes costos laborals i altres problemes).
Els mètodes de palanca són considerats com la solució més sostenible per complementar els mètodes de rampa, en part a causa de la descripció d'Heròdot, i en part a la poalanca, un dispositiu d'irrigació representat primer a Egipte durant l'Imperi Nou, i trobat de forma concomitant amb l'Imperi Antic a Mesopotàmia. Segons el punt de vista de Lehner, les palanques s'haurien d'haver emprat per aixecar el 3% del material de la superestructura. És important tenir en compte que el 4% superior d'aquest material comprèn un terç de l'alçada total del monument. En altres paraules, en opinió de Lehner, les palanques s'haurien d'haver emprat per aixecar una petita quantitat de material a una gran alçada vertical del monument.
Al mig dels mètodes de fer palanca, hi ha els que parlen d'un aixecament gradual de blocs, fent palanca repetidament alternant els costats del bloc i inserint unes falques de fusta o de pedra per moure gradualment la pedra a un curs; hi ha altres mètodes que utilitzen un palanca gran per moure el bloc a un curs en un procediment d'elevació. Atès que l'anàlisi de les tècniques de construcció per aixecar els blocs intenta resoldre un buit en el registre arqueològic i històric amb una explicació plausible funcional els següents exemples d'Isler, Keable, i Hussey-Pailos constitueixen una llista de mètodes provats experimentalment. El mètode d'Isler (1985, 1987) és un mètode gradual i, en l'experiment de Nova (1992), es van usar falques de fusta apuntalament. Isler va ser capaç d'aixecar un bloc fins a un nivell en aproximadament una hora i 30 minuts. El mètode Peter Hodges i Julian Keable’s és similar al mètode d'Isler, i en comptes de petits blocs manufacturats de formigó com a falques, palets de fusta, va fer servir un forat on es van realitzar les proves experimentals. Keable va ser capaç de realitzar el seu mètode en aproximadament 2 minuts. El mètode de Scott Hussey-Pailoss (2005) utilitza un dispositiu de palanca senzilla per aixecar un bloc en un curs amb un sol moviment. Aquest mètode va ser provat amb materials de menor resistència que els anàlegs històrics (provat amb materials més febles que els que estan disponibles en l'antic Egipte), un factor de seguretat de 2, i va aixecar un bloc de 2500 lliures en un curs en menys d'un minut. Aquest mètode es presenta com un dispositiu de palanca per treballar complementari amb la idea Mark Lehner d'una rampa combinada i tècniques de palanca.

### Hipòtesi de la "rampa interna" de Jean-Pierre Houdin
El pare de Houdin era un arquitecte que, el 1999, va idear un mètode de construcció que, li semblava, tenia més sentit que qualsevol altre mètode existent proposat per a la construcció de les piràmides. Per desenvolupar aquesta hipòtesi, Jean-Pierre Houdin, també arquitecte, va deixar la feina i es va dedicar a l'elaboració del primer model d'arquitectura CAD completament funcional de la Gran Piràmide. El seu esquema implica l'ús d'una rampa externa regular per construir el primer 30% de la piràmide, amb una "rampa interna" que porta les pedres fins més enllà d'aquesta altura. Les pedres de la rampa externa es reciclen a les plantes superiors, el que explica la d'altra banda desconcertant manca de proves per a les rampes.
Després de 4 anys de treball en solitari, Houdin es va unir a un equip d'enginyers de la companyia de programari en 3D francesa Dassault Systèmes, que utilitza la més moderna tecnologia disponible en disseny assistit per ordinador per afinar més i posar a prova la hipòtesi, que és (d'acord amb Houdin) l'única tècnica que ha demostrat ser viable.
El 2006 Houdin va anunciar en un llibre:Khufu: The Secrets Behind the Building of the Great Pyramid,
i el 2008 l'egiptòleg Bob Brier va escriure un segon:The Secret of the Great Pyramid
En el mètode de Houdin, cada rampa dins de la piràmide acabava en un espai obert, una osca que es va deixar temporalment oberta a la vora de la construcció (vegeu diagrama)Aquest espai clar de 10 metres quadrats conté una grua que aixeca i gira cada bloc de 2,5 tones, llest perquè vuit homes l'arrosseguin fins a la propera rampa interna. Hi ha una osca d'aquesta mena en un dels llocs adequats, i en 2008, el coautor de Houdin Bob Brier, amb un equip de rodatge del National Geographic, va entrar en una cambra prèviament inadvertida que podria ser el començament d'una d'aquestes rampes internes. El 1986, un membre de l'equip de França (vegeu més endavant) va veure una guineu del desert en aquesta osca, com si hagués ascendit internament.
La tesi de Houdin segueix sense demostrar-se i ja a les darreries del 2007, l'egiptòleg de l'UCL Prof David Jeffreys descriu la hipòtesi de l'espiral interior com a "forassenyada i horriblement complicada", mentre que el professor de la Universitat d'Oxford John Baines, va declarar que considerava "sospitosa qualsevol teoria que només tractés d'explicar només com es va construir la Gran Piràmide" No obstant això, ha sorgit una peça de prova. El 1986, un equip d'investigació francès va fer una anàlisi micro-gravimètrica de l'estructura. No s'inclou en el seu informe final, però és clarament visible en alguns plànols inèdits, és una característica espiral en el lloc correcte. Houdin creu que la seva teoria aviat serà provada o desmentida per una d'una sèrie de tècniques ben conegudes, fins i tot la fotografia d'infrarojos de la piràmide quan es refreda durant la nit.

#### Rampa espiral

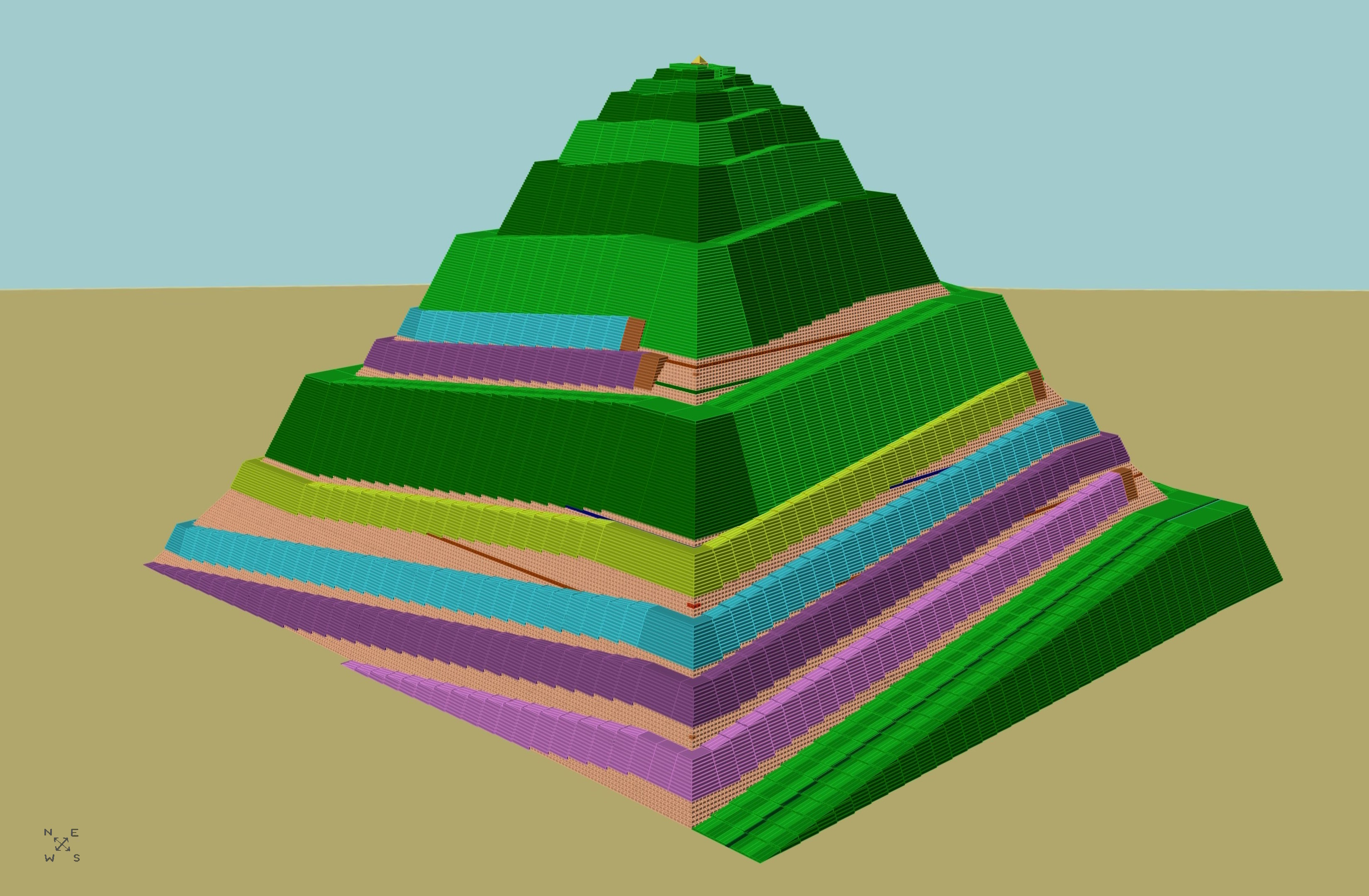
Rampes multiespirals (Rudolf Volz).

El 2024, Rudolf Volz va presentar la teoria de les rampes multiespirals. Les rampes es col·loquen a la piràmide esglaonada interior. Un total de set rampes comencen al nivell més baix. L'ample camí principal comença al costat sud de la piràmide i condueix al cim, permetent situar el pyramidion al cim. Dues rampes estretes comencen als altres tres costats i acaben a diferents alçades.

### Hipòtesi del formigó de pedra calcària
Segons el científic dels materials Joseph Davidovits, els blocs de la piràmide no són de pedra tallada, sinó sobretot una forma de formigó de pedra calcària i que foren «enguixats» com es fa amb el formigó modern. Segons aquesta hipòtesi, la suau pedra calcària amb un alt contingut de caolinita s'extreia al uadi al sud de l'altiplà de Guiza. La pedra calcària es dissolia a continuació en grans piscines, alimentades pel Nil, fins que es convertia en una suspensió aquosa. La calç (que es troba a la cendra dels focs per cuinar) i el natró (també utilitzat pels egipcis en la momificació) es barrejava. Les piscines es deixaven evaporar, i deixaven rere seu una mescla humida, similar a l'argila. Aquest «formigó» humit es duria a l'obra on s'envasava en motlles de fusta reutilitzables i en pocs dies se sotmetria a una reacció química semblant a la cristal·lització del formigó. Els nous blocs, suggereix, podrien ser amollats en el lloc, per damunt, i pressionats contra els vells blocs. Es van fer tests d'aquest concepte amb compostos similars en un institut de geopolímers al nord de França. Van provar que una brigada de cinc fins a deu obrers, treballant amb simples eines manuals, podrien aglomerar una estructura de cinc, de blocs d'1,3 a 4,5 tones en un parell de setmanes. També afirma que l'Estela de la Fam, juntament amb altres textos jeroglífics, descriu la tecnologia de l'aglomeració de pedra.
El «Mètode Davidovits» no és acceptat per la majoria dels pèrits. El seu mètode no explica les pedres de granit, que pesen més de deu tones, per sobre de Cambra del Rei, que admet que van ser tallades. Els geòlegs han examinat acuradament la tècnica suggerida per Davidovits «i han conclòs que la pedra calcària natural provenia de la Formació Mokattam». Michel Barsoum i els seus col·legues de la Universitat Drexel van publicar els seus resultats en suport de la hipòtesi Davidovits al Journal of the American Ceramic Society el 2006. Utilitzant un microscopi electrònic de rastreig, van descobrir compostos minerals i bombolles d'aire en les mostres dels blocs de piràmide de pedra calcària que no es produeixen en la calcària natural.
Dipayan Jana, una petrògraf, va fer una presentació a la ICMA (International Cement Microscopy Association, o sigui Associació Internacional de Microscòpia de ciment) el 2007 i va lliurar un document en què analitza l'obra de Davidovits i Barsoum i conclou que «estem lluny d'acceptar tan sols com una possibilitat remota un origen "artificial" de les pedres de la piràmide».

### ExperimentNOVAd'edificació de piràmide
El 1997 Mark Lehner i Roger Hopkins, un picapedrer de Sudbury (Massachusetts), es van unir per a un experiment de construcció de piràmides per a un episodi de televisió de NOVA. Van construir una piràmide 6 m d'alt per 9 m d'ample. Un total de 162 m³, o al voltant de 405 tones de material. Era feta de 186 pedres d'una mitjana de 2,2 tones cadascuna. Es van realitzar en un total de poc més de tres setmanes de construcció a causa del seu calendari de rodatge. Dotze picapedrers tallaren 186 pedres en 22 dies. Van ser capaços de construir-la amb un equip de 44 homes. Van fer servir martells de ferro, cisells i palanques (això és un drecera moderna; els antics egipcis es limitaven a fer servir coure i després bronze i fusta) Però van fer experiments amb eines de coure, i assenyalaren que eren adequades per al treball a la mà, només a condició que la mà d'obra addicional fos disponible per tornar a esmolar constantment les eines despuntades. S'estima que hauria calgut al voltant de vint homes addicionals per a aquest manteniment. Una altra drecera presa va ser l'ús d'una pala carregadora o toro mecànic. No obstant això, la maquinària moderna no existia i no podria ser utilitzada per acabar la construcció. Van fer servir palanques per aixecar la pedra de coronació a una alçada de 20 metres. Quatre o cinc homes van ser capaços d'utilitzar palanques sobre pedres de menys d'una tona per girar-les i transportar-les fent-les rodar. Quant a les pedres més grosses, van haver de tirar-les, d'arrossegar-les. Van descobrir que si posaven les pedres en trineus de fusta i feien lliscar els trineus en pistes de fusta, eren capaços d'arrossegar una pedra de dues tones amb dotze a vint homes. La fusta d'aquests trineus i pistes hauria d'haver estat importada del Líban amb un gran cost, ja que n'hi havia poca o cap mena a l'antic Egipte. Per bé que els constructors no van poder duplicar les precises unions creades pels antics egipcis, Hopkins confia que hauria sigut possible amb més pràctica.

## Gran Piràmide
Algunes investigacions suggereixen estimacions alternatives a la força de treball acceptada. Per exemple, el matemàtic Kurt Mendelssohn calcula que la força de treball pot haver estat de 50.000 homes com a molt, mentre que Ludwig Borchardt i Louis Croon col·loquen la xifra en 36.000. D'acord amb Miroslav Verner, es necessitava una força de treball de no més de 30.000 en la construcció de la Gran Piràmide. L'evidència suggereix que al voltant de 5.000 eren treballadors permanents amb salaris amb un equilibri de treball de tres - o quatre- torns en lloc d'impostos mentre rebien "salaris de subsistència" de deu barres de pa i una gerra de cervesa per dia. Zahi Hawass creu que la majoria dels treballadors poden haver estat voluntaris. S'estima que només 4.000 del total de treballadors eren treballadors que extreien la pedra, arrossegaven els blocs de la piràmide i posaven els blocs al seu lloc. La gran majoria de la força de treball va prestar serveis de suport, com ara escrivans, fabricants d'eines i altres serveis d'intendència. Les tombes dels supervisors contenen inscripcions relatives a l'organització de la força laboral. Hi havia dos equips d'aproximadament 2.000 treballadors sub-dividits en colles de 1000. Les colles es dividien en cinc phyles de 200 que van ser al seu torn dividits en grups d'uns 20 treballadors agrupats en funció de les seves habilitats, i cada grup tenia el seu propi líder del projecte i una tasca específica.
Un estudi de la gestió de la construcció dut a terme per l'empresa Daniel, Mann, Johnson, i Mendenhall en associació amb Mark Lehner i altres egiptòlegs, estimen que el total del projecte requereix una plantilla mitjana de 14.567 persones i una plantilla màxima de 40.000. Sense l'ús de politges, rodes o eines de ferro, es fa servir el mètode de la ruta crítica per indicar que la gran piràmide va ser acabada de principi a fi en aproximadament en 10 anys. L'estudi estima que el nombre de blocs utilitzats en la construcció va ser d'entre 2 i 2,8 milions (una mitjana de 2,4 milions), però s'assenta en un total acabat reduït de 2 milions després de restar el volum estimat dels espais buits de les cambres i galeries. La majoria de les fonts estan d'acord en aquest nombre de blocs en algun lloc per sobre de 2,3 milions. Els seus càlculs suggereixen que la força de treball podria haver mantingut una taxa de 180 blocs per hora (3 blocs / minut), amb jornades laborals de deu hores per posar cada bloc individual al lloc. Prenen com a base les estimacions dels projectes de construcció del tercer món modern que no utilitzen maquinària moderna, però la conclusió és que encara es desconeix exactament com es va construir la Gran Piràmide. Tal com assenyala de l'equip el Dr Craig Smith:
| « | La logística de la construcció en el jaciment de Guiza és alarmant quan es pensa que els antics egipcis no tenien politges, ni rodes, ni eines de ferro. No obstant això, les dimensions de la piràmide són extremadament precises i el lloc va ser anivellat dins d'una fracció d'una polzada per sobre de tota la base de 13,1 acres. Això és comparable a l'exactitud possible amb els mètodes de construcció moderns i d'anivellament làser. Això és sorprenent. Amb les seves "eines rudimentàries," els constructors de les piràmides de l'antic Egipte foren tan precisos com ho som avui amb la tecnologia del segle xx. | » |

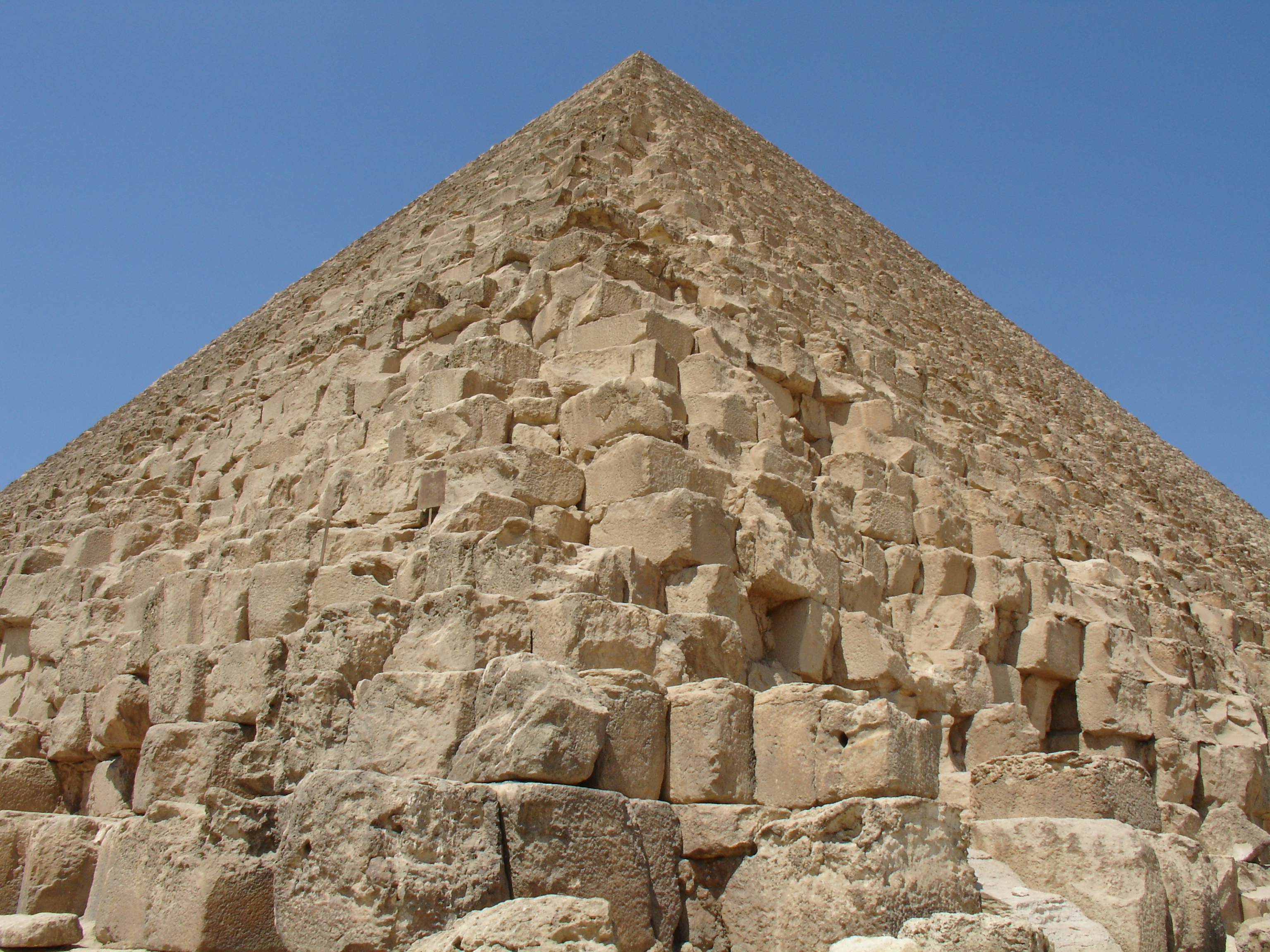
Els blocs mitjans principals de la Gran Piràmide pesen al voltant de 1,5 tones cadascun, i els blocs de granit utilitzats per ensostrar les cambres funeràries s'estima que pesarien fins a 80 tones cadascun.

Es creu que tot l'altiplà de Guiza fou construït durant el regnat de cinc faraons en menys de cent anys, i en general inclou: la Gran Piràmide, les piràmides de Kefren i Menkuare, la Gran Esfinx, l'Esfinx i els temples de la vall, 35 pous de vaixell tallats en roca sòlida, i diverses calçades, així com la pavimentació gairebé total de l'altiplà amb pedres grans. Això no inclou el nord de la piràmide de Khefren, fill de Djedefre, Abu Rawash, que també es van construir durant aquest període de 100 anys. En els cent anys anteriors a Guiza, a partir de Djoser que va governar des del 2687 al 2667 abans de Crist, van ser construïts, entre d'altres, desenes de temples, piràmides més petites i projectes de construcció en general, tres piràmides massives - la Piràmide esglaonada de Saqqara (es creu que és la primera piràmide egípcia), la Piràmide encorbada i la Piràmide roja També durant aquest període (entre 2686 i 2498 abans de Crist) va ser construït l'embassament de Sadd el- Kafara, que s'estima que va utilitzar al voltant de 100.000 metres cúbics de roca i runes.